# أوهانس كونتايس
أوهانس كونتايس (باليونانية: Ιωάννης Κόντι)‏ هو لاعب كرة قدم يوناني في مركز الوسط، ولد في 4 يناير 1989 في جيروكاستر في ألبانيا. شارك مع منتخب اليونان تحت 19 سنة لكرة القدم. أما مع النوادي، فقد لعب مع نادي بانيونيوس.

## وصلات خارجية
- أوهانس كونتايس على موقع قاعدة بيانات كرة القدم.إي يو (الإنجليزية)
- أوهانس كونتايس على موقع Soccerway.com (الإنجليزية)